# 赵荀
赵荀（1984年8月9日—）是一位中国男演员。

## 生平
1984年出生于山东省青岛市，毕业于南京艺术学院。2008年参演郑方南执导的军旅爱情剧《战地浪漫曲》开启演员生涯。2010年开始先后出演由刘猛执导的《我是特种兵》、《我是特种兵之利刃出鞘》、《特种兵之火凤凰》等特种兵系列电视剧，逐渐为观众所熟知。2017年2月，其主演的消防剧《火线出击》在网络平台上线播出。

## 参演作品

### 电视剧
| 年份   | 电视剧                   | 角色       |
| 2008年 | 《战地浪漫曲》           | 小虎       |
| 2008年 | 《狙击生死线》           | 张超       |
| 2009年 | 《特战先锋》             | 四营长     |
| 2010年 | 《我是特种兵》           | 陈喜娃     |
| 2010年 | 《冰是睡着的水》         | 小钱       |
| 2012年 | 《非凡英雄》             | 红狼组成员 |
| 2012年 | 《我是特种兵之利刃出鞘》 | 李二牛     |
| 2013年 | 《神秘人质》             | 蔡老二     |
| 2013年 | 《特种兵之火凤凰》       | 刘艺       |
| 2014年 | 《云水怒》               | 云飞川     |
| 2014年 | 《空巢姥爷》             | 江耀华     |
| 2015年 | 《特警力量》             | 赵小黑     |
| 2016年 | 《火线出击》             | 富强       |
| 2020年 | 《黑白禁區》             | 馬烈       |
| 2021年 | 《愛上特種兵》           | 田勇       |
| 2022年 | 《罰罪》                 | 趙鵬翔     |
| 2023年 | 《他從火光中走來》       | 徐建飛     |
| 2024年 | 《烈焰》                 | 鬼木       |
| 待播   | 《黑白森林》             | 野人江     |